# Pomnik Władysława Bartoszewskiego w Białymstoku
Pomnik Władysława Bartoszewskiego – pomnik upamiętniający Władysława Bartoszewskiego znajdujący się w Białymstoku.
Pomnik znajduje się na moście nad rzeką Białą, łączącym Plac Branickich z Placem im. Andrzeja Piotra Lussy, który od 20 grudnia 2022 nosi nazwę Most Władysława Bartoszewskiego.

## Powstanie i odsłonięcie
Pomnik finansowany był z Budżetu Obywatelskiego 2021. Pomysł uhonorowania Władysława Bartoszewskiego zgłosili mieszkańcy. Na projekt zagłosowało 2585 osób, a jego koszt wyniósł prawie 479 tys. zł. W grudniu 2020 roku Miasto ogłosiło konkurs rzeźbiarsko-architektoniczny skierowany do absolwentów artystycznych studiów wyższych. Prace złożyło 18 osób. Sąd konkursowy przyznał pierwszą nagrodę w wysokości 15 tys. zł Jackowi Kicińskiemu z Gdańska i zaprosił autora zwycięskiej pracy do realizacji projektu.
Odsłonięcie odbyło się 12 grudnia 2022. Data miała znaczenie symboliczne: była to 100. rocznica urodzin Władysława Bartoszewskiego. W uroczystościach wzięli udział m.in. ambasador Stanów Zjednoczonych w Polsce – Mark Brzezinski, syn Władysława Bartoszewskiego i poseł na sejm RP – Władysław Teofil Bartoszewski, oraz wnuczka Antonia.